# Rhynchina michaelhaeupli
Rhynchina michaelhaeupli is een vlinder uit de familie van de spinneruilen (Erebidae). De wetenschappelijke naam van de soort is voor het eerst geldig gepubliceerd in 1998 door Lödl & Gaal.